# 스포츠 과학

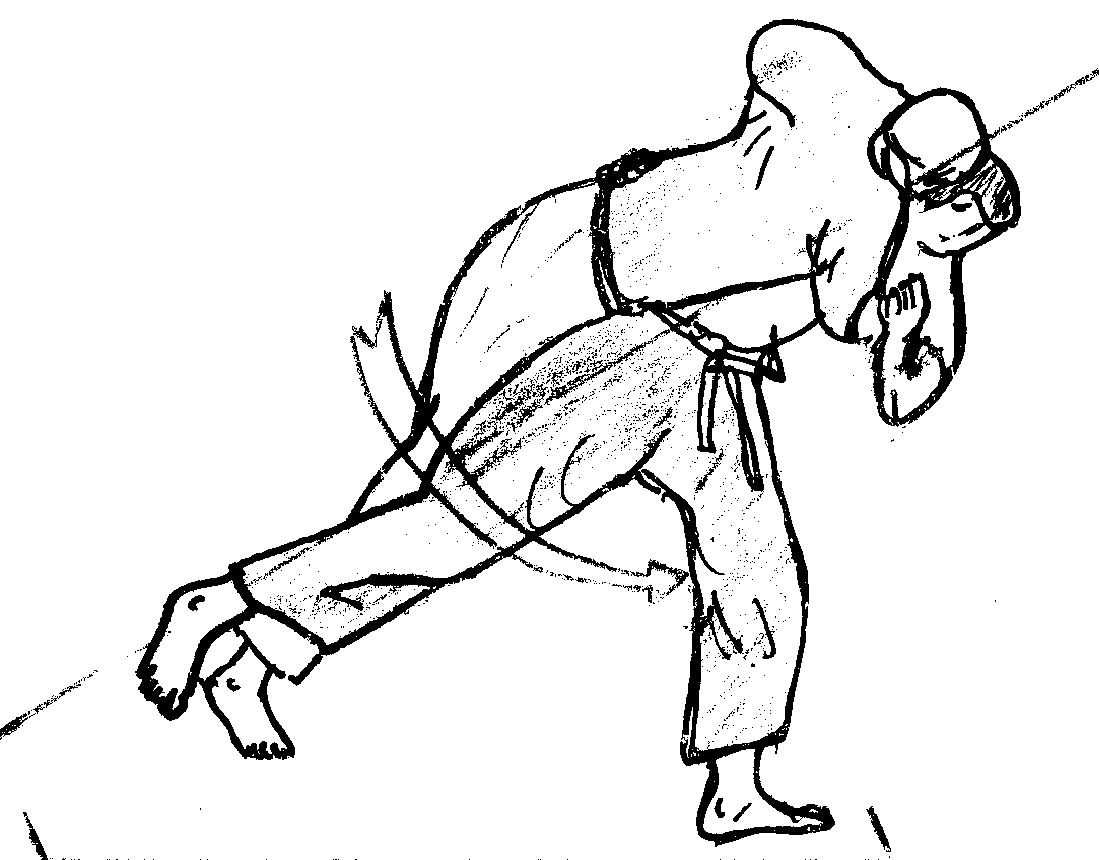

스포츠 과학(영어: Sports science)은  스포츠를 고찰의 대상으로 하는 학문의 총칭이다. 자연과학적인 영역뿐만 아니라 인문 · 사회과학적인 영역도 포함할 수 있다.
스포츠 과학은 운동 중 건강한 인체가 어떻게 작동하는지, 스포츠와 신체 활동이 어떻게 건강과 성과를 촉진하는지 세포에서부터 전신에 이르기까지 연구하는 학문이다. 스포츠 과학 연구는 전통적으로 생리학(운동 생리학), 심리학(스포츠 심리학), 해부학, 생체역학(스포츠 생체역학), 생화학, 운동학 분야를 통합한다.
스포츠 과학자와 성과 컨설턴트는 가능한 최고의 결과를 달성하는 데 스포츠계 내에서 점점 더 많은 초점을 맞추면서 수요와 고용 수가 증가하고 있다. 스포츠에 대한 과학적 연구를 통해 연구자들은 인체가 운동, 훈련, 다양한 환경 및 기타 여러 자극에 어떻게 반응하는지에 대한 더 큰 이해를 발전시켰다.

## 분야
- 운동생리학
- 스포츠 의학
- 스포츠 영양학
- 스포츠 교육학
- 스포츠 경제학
- 스포츠 경영학
- 스포츠 사학
- 스포츠 사회학
- 스포츠 심리학
- 스포츠 인류학
- 스포츠 역학
- 스포츠 법학
- 스포츠 공학

## 같이 보기
- 키네시올로지
- 스포츠 의학